# Kerstin Wasems
Kerstin Wasems (* 20. September 1979) ist eine ehemalige deutsche Fußballspielerin und Fußballtrainerin.

## Karriere

### Vereine
Die Torfrau begann ihre Karriere beim FC Dollendorf-Ripsdorf, einem Verein im Kreis Euskirchen. Später wechselte sie zu Grün-Weiß Brauweiler nach Pulheim, für den sie am 31. August 1997 in Rheine das letztmals ausgetragene Spiel um den Supercup gegen den FC Eintracht Rheine bestritt, kein Treffer zuließ und mit dem 1:0-Sieg ihren einzigen Titel mit dieser Mannschaft gewann.
Die Saison 1998/99 gehörte sie dem amtierenden Meister FSV Frankfurt an.
Von 1999 bis 2003 war sie in Duisburg aktiv und spielte zunächst für den FCR Duisburg 55, für den sie acht Punktspiele in der Bundesliga bestritt und sich somit im Jahr 2000 zur Meistermannschaft zählen durfte. Im selben Jahr gewann sie auch den von 1994 bis 2015 ausgetragenen Wettbewerb um den Hallenpokal, die offizielle deutsche Hallenmeisterschaft im Frauenfußball. In der Folgesaison bestritt sie bis auf den 16. Spieltag alle Saisonspiele. Mit der Verselbständigung der Frauenfußballabteilung am 8. Juni 2001 nahm diese den Namen FCR 2001 Duisburg an, für den sie in den letzten beiden Saisons 29 Punktspiele bestritt.
Danach löste sie ihren Vertrag aus beruflichen Gründen auf und schloss sich dem Verbandsligisten FC Mausauel-Nideggen im Kreis Düren an. Zwei Jahre später schloss sie sich dem SC 07 Bad Neuenahr an, für den sie vom 14. August 2005 bis 3. Juni 2007 mit 16 bzw. 14 Punktspielen ihre letzten ihrer Karriere bestritt. Nach der Saison 2006/07 beendete sie ihre Karriere und trainierte die zweite Mannschaft, die 2007 in die Regionalliga Südwest abgestiegen war. Am 4. Dezember 2007 erklärte sie aus persönlichen Gründen ihren Rücktritt.

### Nationalmannschaft
Ihr einziges Länderspiel für die A-Nationalmannschaft bestritt sie am 26. Mai 1998 in Spremberg – für Silke Rottenberg zur zweiten Halbzeit eingewechselt – beim 4:1-Sieg über die Nationalmannschaft Neuseelands.

## Erfolge
Grün-Weiß Brauweiler
- DFB-Supercup-Sieger 1997

FCR Duisburg 55
- Deutscher Meister 2000
- DFB-Hallenpokal-Sieger 2000

## Sonstiges
Kerstin Wasems ist Polizeibeamtin.